# ديف أوغسطين
ديف أوغسطين (بالإنجليزية: Dave Augustine) هو لاعب كرة قاعدة أمريكي، ولد في 28 نوفمبر 1949 في فولانسبي في الولايات المتحدة.

## وصلات خارجية
- ديف أوغسطين على موقعبيزبول رفرنس.كوم (الدوري الرئيسي) (الإنجليزية)
- ديف أوغسطين على موقعبيزبول رفرنس.كوم (الدوري الثانوي) (الإنجليزية)
- ديف أوغسطين على موقع إي إس بي إن.كوم (أم.أل.بي) (الإنجليزية)